# 梦鸽
梦鸽（1966年—），原名刘清娣，湖北省沙市人，毕业于中央社会音乐学院、中国音乐学院、解放军艺术学院，著名歌唱家李双江的妻子，儿子李天一，现在是中国人民解放军文化艺术中心文艺部歌唱家、中华全国青年联合会常委、中国共产党中央委员会直属机关青联委员，国资委特邀青联委员，中国音乐家协会会员。梦鸽、韩红、谭晶、许飞被誉为李双江“四大关门女弟子”。

## 生平
1966年，梦鸽出生在湖北省沙市，受到家中母亲的影响，孩提时就热爱唱歌。梦鸽第一次登台演出时她还只有8岁。1977年梦鸽考入沙市歌舞团，之后，梦鸽又考入中央社会音乐学院、中国音乐学院，其老师是金铁霖和邹文琴。梦鸽大学毕业之后，被总政歌舞团（今中国人民解放军文化艺术中心文艺部）录取。

## 家庭
1990年，24岁的梦鸽和51岁的歌唱家李双江在北京市结婚，梦鸽曾是李双江的学生。两人育有一子李天一（后改名李冠丰）。

## 接受媒体采访，为儿子辩护及后续道歉
2013年8月30日，夢鴿通過網路直播，對兒子性侵一名女子之事向公眾道歉。
网友将梦鸽接受媒体采访时，所有“惊世骇俗”的话整理如下：
1.“我的儿子还是未成年人，所以希望得到媒体和公众的宽容。”
2.“杨某某主动帮助他们手淫，以促成性交易行为。”
3.“我儿子犯了错误，但内心单纯干净！”
4.“受害人不是处女。”
5.“上海高等法院的四个法官还是成年人，非常优秀的干部，都在这样的环境里失足了，孩子们怎么经得起这样的诱惑?！”
6.“儿子没错，都是社会的错！”
7.“李案不是小事情，会造成世界影响！”
8.“作为一名母亲，为孩子做什么都不为过！”
9.“没有一个母亲，会把自己孩子推到火坑里。你们只考虑受害人的身心，但为什么不考虑未成年人的身心？！”
10.“如果将来能很好地培养李天一，他还能为社会做贡献。但杨某某能为社会带来什么？！”

## 评价
- 中华人民共和国教育部前发言人王旭明在新浪微博评价李双江及梦鸽说：“一对唱红歌最来劲儿的夫妇如此心黑，玷污红歌、辱没斯文，千秋留髒名！”（参见王旭明新浪微博 （页面存档备份，存于））